# 埃德尔米罗·胡利安·法雷利
埃德尔米罗·胡利安·法雷利（西班牙語：Edelmiro Julián Farrell，西班牙語發音：[eðelˈmiɾo faˈrel]；1887年2月12日—1980年10月31日），阿根廷总统（1944-1946）、將軍。

## 簡介
法雷利完成了军校学业后在1907年当步兵团少尉，在1924年和1926年参加了意大利高山军团。
回到阿根廷后他担任战争部长，在拉米雷斯军政府任副总统，1944年2月25日接任軍政府的总统，1945年7月法雷利宣布將會舉行的总统选举，最終由當時受眾多人民擁戴的胡安·庇隆上校当选。1946年6月4日他将总统职位移交给庇隆上校。
儘管他和胡安·庇隆主導1943年的軍事政變，但庇隆主義者從未認同他是獨裁者。
| 前任： 佩德罗·帕布洛·拉米雷斯 | 阿根廷总统 1944年—1946年 | 繼任： 胡安·庇隆 |